# ライヴ・エナジー
『ライヴ・エナジー』（原題：Captured）は、アメリカのロック・バンド、ジャーニーが1980年に録音・1981年に発表したキャリア初のライブ・アルバム。オリジナルLPは2枚組だが、CDは1枚にまとめられた。

## 背景
アルバム『ディパーチャー』（1980年）のプロモーション・ツアーは、1980年3月26日のサンフランシスコ公演から10月の日本公演まで、合計89公演となった。アルバムのクレジットには各曲の録音年月日や公演地は明記されていないが、デトロイト公演、モントリオール公演、東京公演の音源が使用されたという。なお、アメリカ・ツアーの一部の公演では、ベイビーズ（後にジャーニーへ加入するジョナサン・ケインの所属バンド）がオープニングアクトを務めた。そして、バンドは日本ツアー終了後も引き続き日本に滞在し、アルバム『夢、夢のあと』をレコーディングした。
「ブルー・スカイ・パーティ」はスタジオ録音の新曲で、カリフォルニア州バークレーのファンタジー・スタジオにおいてレコーディングされた。この曲の録音当時、グレッグ・ローリーは既にバンドを脱退しており、『ディパーチャー』でプロデューサーを務めたジェフ・ワークマンが、ローリーの代役としてキーボードを弾いた。また、「ディキシー・ハイウェイ」は本ライブ・アルバムが初出の曲で、フロリダ州からミシガン州へ続く道路を題材としている。残りの15曲はいずれもスティーヴ・ペリー加入後のアルバム『インフィニティ』（1978年）、『エヴォリューション』（1979年）、『ディパーチャー』からの選曲だが、実際のツアーでは、デビュー・アルバム『宇宙への旅立ち』（1975年）からの「時の彼方へ」や「コホーテク」もセットリスト入りしていた。

## 反響・評価
本作はアメリカのBillboard 200で9位に達し、『ディパーチャー』に引き続き全米トップ10入りを果たした。シングル「ブルー・スカイ・パーティ」はBillboard Hot 100で34位、『ビルボード』のメインストリーム・ロック・チャートで2位を記録し、「ディキシー・ハイウェイ」はメインストリーム・ロック・チャートで30位に達している。日本盤LP (40AP-2001-2)は1981年3月21日に発売され、オリコンLPチャートで最高75位を記録した。
Steve Kurutzはオールミュージックにおいて5点満点中3点を付け「"Separate Ways" や"Faithfully"といった曲のヒットは、あと数年先の話だが、バンドは当時までに多くのヒット曲を持っており、例えば"Any Way You Want It"の焼けつくようなヴァージョン等、それらの曲を爆発させている」と評している。また、後にジャーニーの正式ドラマーとなるディーン・カストロノヴォは、本作に収録されたスティーヴ・スミスのドラム・ソロを聴いて、人生が変わるほどの衝撃を受けたという。

## 収録曲
特記なき楽曲はスティーヴ・ペリーとニール・ショーンの共作。
1. マジェスティック（オープニング） - "Majestic" - 0:40
2. 消えたあの娘 - "Where Were You" - 3:21
3. ジャスト・ザ・セイム・ウェイ - "Just the Same Way" (Gregg Rolie, Neal Schon, Ross Valory) - 3:36
4. バイバイ、スージー - "Line of Fire" - 3:18
5. ライツ - "Lights" - 3:30
6. 僕のそばに… - "Stay Awhile" - 2:17
7. トゥー・レイト - "Too Late" - 3:41
8. ディキシー・ハイウェイ - "Dixie Highway" - 6:53
9. フィーリング・ザット・ウェイ - "Feeling That Way" (Steve Perry, G. Rolie, Aynsley Dunbar) - 3:13
10. エニタイム - "Anytime" (G. Rolie, N. Schon, R. Valory, Roger Silver, Robert Fleischman) - 4:25
11. ドゥ・ユー・リコール - "Do You Recall" (G. Rolie, S. Perry) - 3:21
12. ウォーク・ライク・ア・レディ - "Walks Like a Lady" (S. Perry) - 7:07
13. ラ・ドゥ・ダ - "La Do Da" - 7:01
14. ラヴィン、タッチン、スクィージン - "Lovin', Touchin', Squeezin'" (S. Perry) - 5:09
15. ホィール・イン・ザ・スカイ - "Wheel in the Sky" (N. Schon, R. Valory, R. Fleischman) - 5:01
16. お気に召すまま - "Any Way You Want It" - 3:40
17. ブルー・スカイ・パーティ - "The Party's Over (Hopeless in Love)" (S. Perry) - 3:42

## 参加ミュージシャン
- スティーヴ・ペリー - ボーカル
- ニール・ショーン - ギター、ボーカル、バッキング・ボーカル
- グレッグ・ローリー - キーボード、ボーカル、バッキング・ボーカル
- ロス・ヴァロリー - ベース、バッキング・ボーカル
- スティーヴ・スミス - ドラムス、パーカッション

アディショナル・ミュージシャン
- ジェフ・ワークマン - キーボード (on #17)[5]